# Mexx

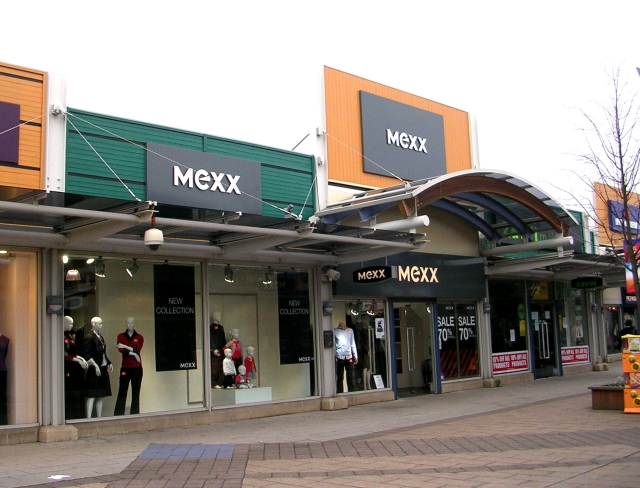
Бутик у Британії

Mexx (українською вимовляється Мекс) — торгова марка, під якою нідерландська компанія Mexx Group B.V виготовляє товари модної індустрії: одяг (для жінок, чоловіків, підлітків та дітей), аксесуари, парфумерія та товари для дому. Через франчайзинг фірмові магазини представлені в усьому світі. З 2001 року Mexx Group B.V є дочірнім підприємством корпорації Liz Claiborne, Inc.

## Історія
Марка MEXX бере свій початок у 1980 році, коли емігрант з Індії Раттан Чадха заснував у Нідерландах компанію, яка займалася імпортом з Азії і продажем поєднуваних колекцій одягу під марками Emanuelle (жіночий одяг) та Moustache (чоловічий).
У 1986 році обидві марки об'єдналися для створення єдиного міжнародного образу. Через злиття перших букв отримала свою назву і сама марка: M — Moustache, E — Emanuelle, та XX — англійське розмовне позначення поцілунку.
- 1990 рік — з'явилась дитяча лінія одягу Mexx Kids для хлопчиків та дівчаток 2-8 років.
- 1992 рік — з'явилась лінія одягу Mini Mexx для новонароджених.
- 1995 рік — MEXX вийшов на світовий ринок.
- 1997 рік — з'явились нові лінії одягу:
  - Mexx Sport — спортивний одяг для жінок
  - XX by Mexx — молодіжний одяг для жінок.
- 1997 рік — з'явились нові лінії:
  - Mexx Fragrance — парфуми;
  - Mexx Bags — сумки;
  - Mexx Shoes — взуття;
  - Mexx Time — годинники;
  - Mexx Eyes — окуляри;
  - Mexx Bed&Bath — постільна білизна та рушники;
  - MimiMexx Home — меблі для малюків;
  - Mexx Socks — шкарпетки;
- 2000 рік — з'явилась нова лінія Mexx Jewels — прикраси, яка поділяється на три напрямки: City, Young, Essentials.

Компанія має можливість реалізовувати продукцію в більш ніж 65 країнах і на чотирьох континентах. Має понад 9000 точок продажу своєї продукції. В компанії працює понад 50 ведучих дизайнерів десяти національностей. За рік випускається 12 різноманітних колекцій. Парфумерну лінію Mexx виготовляє Procter & Gamble.
У 2010 році відбувся ребрендинг марки. Фірмовим кольором був вибраний фіолетовий — він присутній на ярликах, інформаційних табличках, на фоні логотипу та на іншій візуальній атрибутиці. Був розроблений новий стиль магазинів, в їхнє оформлення включені елементи нью-йоркського «лофту». Для рекламних кампаній стали запрошувати відомих моделей, так обличчям рекламної кампанії «весна-літо» 2010 на Московії стала Євгенія Володіна, а «осінь-зима» — Юлія Снігір.

## Поділ ліній одягу MEXX за стилями
- Casual
- Express
- Premium jeans
- City
- Formal
- Smart
- Smart casual
- XX jeans
- Sexy